# North East (circonscription électorale de Londres)
Circonscription territorial de 
l'Assemblée de Londres
North East est une circonscription territorial de la London Assembly.
Elle recouvre les borough londoniens de Hackney, Islington et Waltham Forest
Son siège est actuellement détenu par Jennette Arnold du Parti travailliste.

## Membres de l'Assemblée
| Élection | Élection | Membre          | Parti        | Portrait |
| -------- | -------- | --------------- | ------------ | -------- |
|          | 2000     | Meg Hillier     | Travailliste |          |
|          | 2004     | Jennette Arnold | Travailliste |          |

## Résultats de l'élection
| Parti                        | Parti                        | Candidat                     | Voix    | %    | ±     |
| ---------------------------- | ---------------------------- | ---------------------------- | ------- | ---- | ----- |
|                              | Travailliste                 | Jennette Arnold              | 134,307 | 58,7 | +5.6  |
|                              | Conservateur                 | Sam Malik                    | 32,565  | 14,2 | -4.4  |
|                              | Green                        | Samir Jeraj                  | 29,401  | 12,8 | -2.7  |
|                              | Libéral Démocrate            | Terry Stacy                  | 14,312  | 6,3  | -0.6  |
|                              | UKIP                         | Freddy Vachha                | 11,315  | 5,0  | +1.6  |
|                              | Respect                      | Tim Allen                    | 5,068   | 2,2  | N/A   |
|                              | Socialiste (GB)              | Bill Martin                  | 1,293   | 0,6  | N/A   |
|                              | Communist League             | Jonathan Silberman           | 536     | 0,2  | N/A   |
| Majorité                     | Majorité                     | Majorité                     | 101,742 | 44,5 | +10.0 |
| Total des suffrages exprimés | Total des suffrages exprimés | Total des suffrages exprimés | 228,797 | 98.8 | +0.5  |
| Votes nuls                   | Votes nuls                   | Votes nuls                   | 2,734   | 1.2  | -0.5  |
| Participation                | Participation                | Participation                | 231,531 | 46   | +6.9  |

| Parti                        | Parti                        | Candidat                     | Voix    | %    | ±     |
| ---------------------------- | ---------------------------- | ---------------------------- | ------- | ---- | ----- |
|                              | Travailliste                 | Jennette Arnold              | 101,902 | 53,1 | +15.1 |
|                              | Conservateur                 | Naomi Newstead               | 35,714  | 18,6 | -4.7  |
|                              | Green                        | Caroline Allen               | 29,677  | 15,5 | +2.1  |
|                              | Libéral Démocrate            | Farooq Qureshi               | 13,237  | 6,9  | -8.1  |
|                              | UKIP                         | Paul Wiffen                  | 6,623   | 3,4  | +0.7  |
|                              | Indépendant                  | Ijaz Hayat                   | 4,842   | 2,5  | +2.5  |
| Majorité                     | Majorité                     | Majorité                     | 66,188  | 34,5 | +19.4 |
| Total des suffrages exprimés | Total des suffrages exprimés | Total des suffrages exprimés | 191,995 | 98.3 | +0.4  |
| Votes nuls                   | Votes nuls                   | Votes nuls                   | 3,326   | 1.7  | -0.4  |
| Participation                | Participation                | Participation                | 195,321 | 39,1 | -4.7  |

| Parti                        | Parti                         | Candidat                     | Voix    | %    | ±     |
| ---------------------------- | ----------------------------- | ---------------------------- | ------- | ---- | ----- |
|                              | Travailliste                  | Jennette Arnold              | 73,551  | 37,2 | +8.2  |
|                              | Conservateur                  | Alexander Ellis              | 45,114  | 22,8 | +4.7  |
|                              | Libéral Démocrate             | Meral Ece                    | 28,973  | 14,6 | –4.1  |
|                              | Green                         | Aled Fisher                  | 25,845  | 13,1 | +0.1  |
|                              | Left List                     | Unjum Mirza                  | 6,019   | 3,0  | N/A   |
|                              | UKIP                          | Nicholas Jones               | 5,349   | 2,7  | –6.2  |
|                              | Christian (Christian Peoples) | Maxine Hargreaves            | 5,323   | 2.7  | N/A   |
|                              | Démocrates anglais            | John Dodds                   | 3,637   | 1,8  | N/A   |
| Majorité                     | Majorité                      | Majorité                     | 28,437  | 14,7 | +4.3  |
| Total des suffrages exprimés | Total des suffrages exprimés  | Total des suffrages exprimés | 193,811 | 97.9 |       |
| Votes nuls                   | Votes nuls                    | Votes nuls                   | 4,082   | 2.1  |       |
| Participation                | Participation                 | Participation                | 197,893 | 43,8 | +12.5 |

| Parti                        | Parti                        | Candidat                     | Voix    | %    | ±    |
| ---------------------------- | ---------------------------- | ---------------------------- | ------- | ---- | ---- |
|                              | Travailliste                 | Jennette Arnold              | 37,380  | 29,0 | –7.1 |
|                              | Libéral Démocrate            | Terry Stacy                  | 24,042  | 18,7 | –2.5 |
|                              | Conservateur                 | Andrew Boff                  | 23,264  | 18,1 | +0.3 |
|                              | Green                        | Jon Nott                     | 16,739  | 13,0 | –2.6 |
|                              | UKIP                         | R. J. Selby                  | 11,459  | 8,9  | N/A  |
|                              | Respect                      | D. R. E. Ryan                | 11,184  | 8,7  | N/A  |
|                              | Christian Peoples            | A. A. Otchie                 | 3,219   | 2,5  | N/A  |
|                              | Communiste                   | J. I. Beavis                 | 1,378   | 1,1  | N/A  |
| Majorité                     | Majorité                     | Majorité                     | 13,338  | 10,4 | -4.6 |
| Total des suffrages exprimés | Total des suffrages exprimés | Total des suffrages exprimés | 128,665 | 31.3 | +2.6 |

| Parti                        | Parti                                  | Candidat                     | Voix    | %    | ±   |
| ---------------------------- | -------------------------------------- | ---------------------------- | ------- | ---- | --- |
|                              | Travailliste                           | Meg Hillier                  | 42,459  | 36,1 | N/A |
|                              | Libéral Démocrate                      | Paul Fox                     | 24,856  | 21,1 | N/A |
|                              | Conservateur                           | Eric Ollerenshaw             | 20,975  | 18,1 | N/A |
|                              | Green                                  | Yen Chit Chong               | 18,382  | 15,6 | N/A |
|                              | London Socialist                       | Cecelia Prosper              | 8,269   | 7,0  | N/A |
|                              | Indépendant                            | Paul Shaer                   | 1,501   | 1,3  | N/A |
|                              | Reform 2000                            | Erol Basarik                 | 1,144   | 1,0  | N/A |
| Majorité                     | Majorité                               | Majorité                     | 17,603  | 15,0 | N/A |
| Total des suffrages exprimés | Total des suffrages exprimés           | Total des suffrages exprimés | 117,586 | 28.7 | N/A |
|                              | Travailliste vainqueur (nouveau siège) |                              |         |      |     |